# محمد طبرة
محمد طبرة (مواليد 23 ديسمبر 1950) هو لاعب كرة قدم عراقي سابق، لعب في خط الدفاع، لعب مع منتخب العراق في نهائيات كأس آسيا 1976، لعب للمنتخب الوطني بين عامي 1975 و1978.
عمل بعد اعتزاله في مجال التدريب ودرب اندية عديدة في العراق منها نادي الشرطة، الجيش، الطلبة ودهوك، وعمل مساعداً لمدرب المنتخب العراقي ناحج حمود عام 1999 ، احترف التدريب في قطر وعمل مساعدا لعدد من المدربين هناك.
ظهر اسمه لأول مرة دوليًا عندما فاز العراق 6-0 على أفغانستان عام 1975 في بغداد.